# Anastatus bostrychidi
Anastatus bostrychidi är en stekelart som beskrevs av Jean Risbec 1951. Anastatus bostrychidi ingår i släktet Anastatus och familjen hoppglanssteklar. Inga underarter finns listade i Catalogue of Life.